# جان کاسین

جان کاسین (زاده ۶ سپتامبر ۱۸۱۳ – درگذشته ۱۰ ژانویه ۱۸۶۹) پرنده‌شناس آمریکایی اهل پنسیلوانیا بود. او به عنوان متصدی و معاون رئیس در آکادمی علوم طبیعی فیلادلفیا کار می‌کرد و بر طبقه‌بندی سیستمیک مجموعه گسترده پرندگان آکادمی تمرکز داشت. او یکی از بنیان‌گذاران مؤسسه علوم شهرستان دلاور بود و چندین کتاب در توصیف ۱۹۴ گونه جدید پرنده منتشر کرد. پنج گونه از پرندگان آمریکای شمالی، یک سیکادا و یک ماده معدنی به افتخار او نام‌گذاری شده است.
در سال ۱۸۳۳، کاسین، همراه با ۴ همکار، مؤسسه علوم شهرستان دلاور در مدیا، پنسیلوانیا را بنیان‌گذاری کرد. 
نمونه‌های جمع‌آوری‌شده از بررسی‌های راه‌آهن اقیانوس آرام و بررسی‌های مرزی مکزیک به آکادمی فرستاده شدند و مجموعه را تکمیل کردند. کاسین به بازنگری در نشریاتی که از این بررسی‌ها برخاسته بودند کمک کرد.
مارتا ماکسول از سال ۱۸۶۲ تا ۱۸۶۹ شاگرد کاسین در آکادمی علوم طبیعی بود. 
کاسین در سال ۱۸۶۴ به عنوان معاون آکادمی علوم طبیعی برگزیده شد. 
او در سال ۱۸۶۹ بر اثر مسمومیت با آرسنیک ناشی از دست زدن به پوست پرندگان با آرسنیک درگذشت. مجموعه ۴۳۰۰ پرنده او به قیمت ۵۰۰ دلار (برابر با ۱۱۴۴۵ دلار در سال ۲۰۲۳)، توسط جان ویپل پاتر جنکس برای موزه تاریخ طبیعی دانشگاه براون خریداری شد.
او در گورستان لورل هیل در فیلادلفیا به خاک سپرده شده است.

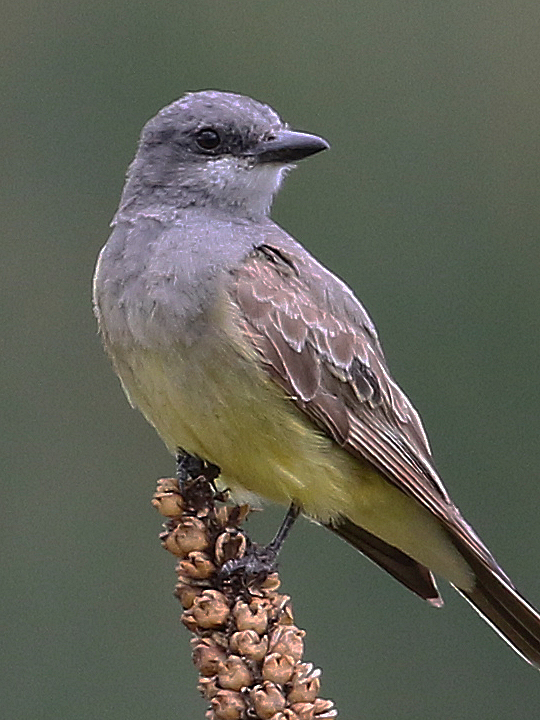
شاه‌مرغ کاسین

پنج پرنده از آمریکای شمالی به افتخار او نام‌گذاری شده‌اند: ماهی‌گیرک کاسین، شاه‌مرغ کاسین، سرودخوان کاسین، گنجشک کاسین و سهره کاسین. سیکادای دوره‌ای Magicicada cassini و کانی ارتوکلاز کاسینیت نیز به نام او نام‌گذاری شده است.
در سال ۱۹۰۱، مجله باشگاه پرنده‌شناسی دره دلاور به افتخار او به کاسینیا تغییر نام داد.